# Closer (musikalbum av Joy Division)
Closer är postpunkbandet Joy Division andra och sista studioalbum, utgivet 1980. Skivan var tänkt att komma ut i affärerna 8 maj 1980, men kom inte ut i affärerna förrän i juli. Albumet utgavs kort efter att gruppens sångare Ian Curtis begått självmord. Ian Curtis självmord skedde också strax innan bandet skulle åka på en turné i Nordamerika. Curtis allt mer bräckliga psykiska balans återspeglas i albumet, som är mycket mörkare än Joy Divisions första skiva.
Closer röstades fram till det 157:e bästa albumet genom tiderna år 2003 i tidningen Rolling Stone. Nättidningen Slant Magazine utsåg Closer till det sjunde bästa albumet under 1980-talet. Det finns med i boken  1001 Albums You Must Hear Before You Die.

## Låtlista
1. "Atrocity Exhibition"  – 6:06
2. "Isolation"  – 2:53
3. "Passover"  – 4:46
4. "Colony"  – 3:55
5. "A Means to an End"  – 4:07
6. "Heart and Soul"  – 5:51
7. "Twenty Four Hours"  – 4:26
8. "The Eternal"  – 6:07
9. "Decades"  – 6:09

## Medverkande
- Ian Curtis - sångare, gitarr
- Bernard Sumner - gitarr, keyboard
- Peter Hook - basgitarr
- Stephen Morris - trummor
- Martin Hannett - producent, tekniker
- Michael Johnson - assisterande tekniker
- Bernard Pierre Wolfe - fotograf
- John Cafferty - tekniker